# Самсоненко Микола Демидович
Самсоненко Микола Демидович (1931) - український фізик, доктор фізико-математичних наук, професор, академік Академії наук вищої школи України. 

## З творчої біографії
У 1978 р. закінчив Донецький державний університет, фізик.
Професор кафедри електротехніки і автоматики Донбаської національної академії будівництва та архітектури.
Наукові інтереси: Квантово-механічне дослідження енергетичного спектру протяжних структурних дефектів в алмазі